# هيربي ستيوارد
هيربي ستيوارد (بالإنجليزية: Herbie Steward)‏ هو عازف جاز أمريكي، ولد في 7 مايو 1926 في لوس أنجلوس في الولايات المتحدة، وتوفي في 9 أغسطس 2003 في كليرلاكي في الولايات المتحدة.

## وصلات خارجية
- هيربي ستيوارد على موقع ميوزك برينز (الإنجليزية)
- هيربي ستيوارد على موقع أول ميوزيك (الإنجليزية)
- هيربي ستيوارد على موقع ديسكوغز (الإنجليزية)